# Großwürder Batterie

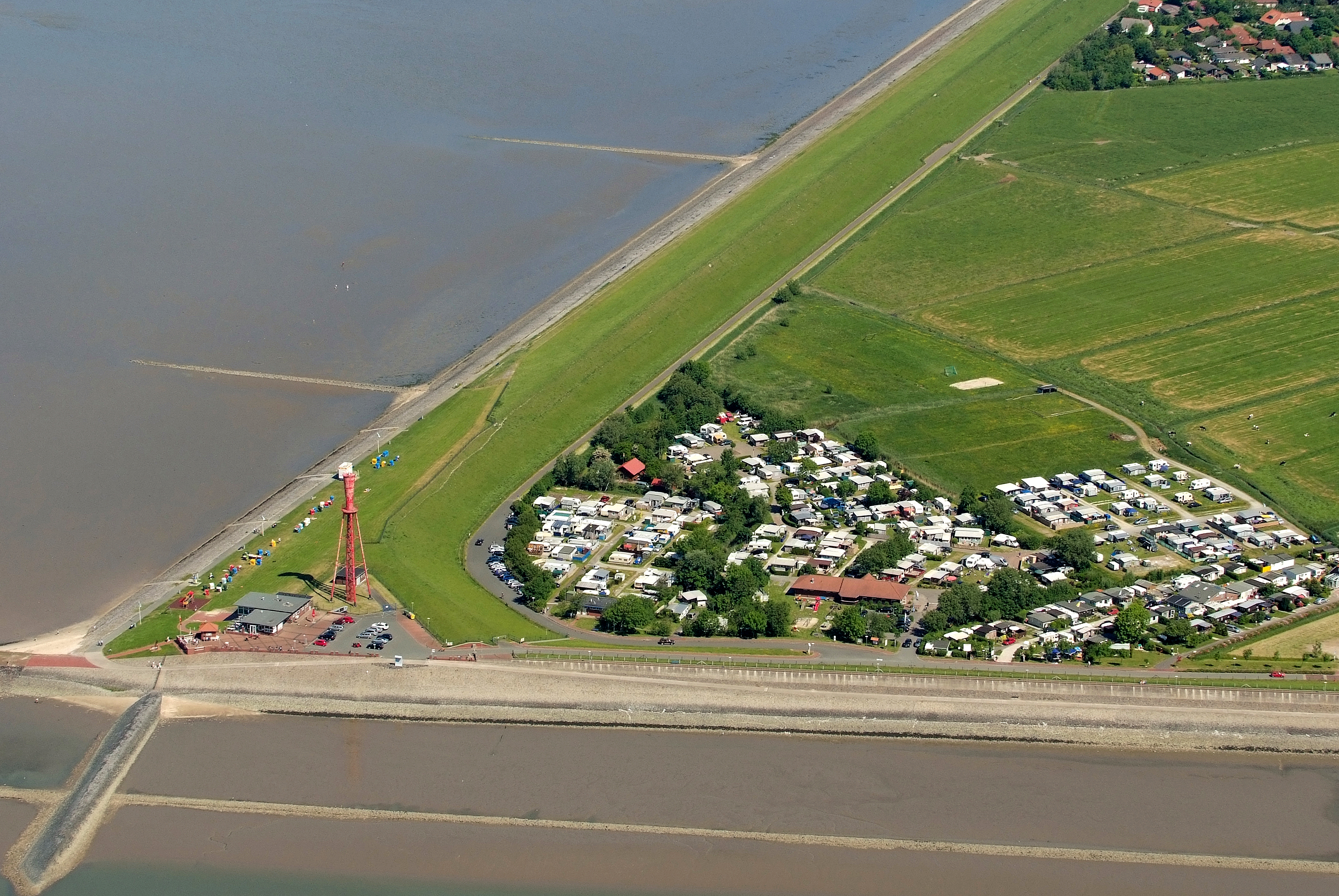
Standort der Batterie an der Landspitze in Eckwarderhörne

Die Großwürder Batterie war ein Festungsbauwerk zum Schutz der Jademündung in Großwürden bei Eckwarden. Sie gehört mit den Schanzen bei Blexen, Groß-Fedderwarder, bei der Waddenser Pumpe und der Schanze auf den Batterie Ahne zu den fünf „Franzosenschanzen“ Butjadingens. Auf der anderen Seite des Jadebusens war eine weitere Batterie in Heppens angelegt, die zusammen mit der Großwürder die Einfahrt in die Bucht kontrollierte.

## Aufbau
Die Batterie befand sich am „Alser-Ort“ bei Eckwarden, nach Rüthing wurde sie „auf oder an dem Flügeldeiche“ errichtet. Der „Alser-Ort“ bezeichnet das am Jadebusen neben Großwürden liegende Watt. Sie lag genau auf der Landspitze die heute als Eckwarderhörne bezeichnet wird, hier diente der südlich und westlich liegende Seedeich als Wall der Batterie. Die Landseite der Batterie wurde durch einen Wall abgesichert. Vor dem gab es einen breiten Graben.
Sowohl die Batterie in Großwürden als auch die Batterie auf den Oberahnschen Feldern wurde mit einem stark befestigten Blockhaus und einem Pulvermagazin bebaut. Eine Karte aus dem Jahr 1812 zeigt drei Gebäude im Zentrum der Anlage.

### Bewaffnung
Die Batterie verfügte über eine Bewaffnung von acht Geschützen und zwei Mörsern. Aus einer Karte des Jahres 1812 sind fünf nach Westen ausgerichtete und vier nach Süden ausgerichtete Kanonen eingezeichnet.

## Geschichte

### Bau
Napoleon erwog den Bau eines Kriegshafens bei Eckwarden, um die günstige Lage des Jadebusens auszunutzen. Die Großwürder Batterie hatte ebenso wie die auf den Oberahnschen Feldern den Zweck, diesen zukünftigen Hafen zu schützen. Begonnen wurde mit dem Bau der Batterie im Herbst 1810. Der Bau erfolgte Zeitgleich mit dem Bau der Batterie auf den Oberahnschen Feldern. Die Arbeiten wurden von der lokalen Bevölkerung verlangt und wurden zu einer großen Belastung. Der Brigadegeneral de Sailly verlangte am 17. November 1810 Materialien und Arbeiter in Oldenburg. Zunächst sollten Baracken und ein Pulvermagazin für die Batterie in Großwürden angelegt werden. 200 Butjadinger begannen am 27. November mit der Arbeit. Erde wurde von den Oberahnschen Feldern geholt. Die Baumaßnahmen gingen erheblich auf Kosten der anliegenden Bevölkerung, diese wurde nicht nur zum Arbeitsdienst verpflichtet, sondern litt auch unter Einquartierungen. So wurden in der Eckwarder Kirche 50 Fässer mit Pulver und Militärmaterial gelagert. Die Schulen wurden für Einquartierungen verwendet und der Unterricht ausgesetzt.
Im Frühjahr 1811 waren 1000 Arbeiter nötig, um die Großwürder Batterie zu bauen. Der Bedarf an Arbeitskräften konnte nicht mehr von lokalen Anwohnern gestillt werden. Im März 1811 wurden auf den Oberahnschen Feldern erst 300 Arbeitskräfte täglich gebraucht, später im gleichen Monat waren es 800 Arbeiter. Im April sank die Zahl auf 600 bis 650. Die Arbeiter wurden nicht ausreichend versorgt und litten auch unter finanzieller Ausbeutung. Mitte Juni wurden die Arbeiter entlassen.

### Nach der Franzosenzeit
Nach dem Abzug der französischen Einheiten im Jahr 1813 wurde die Batterie in den nachfolgenden Jahren „demoliert“. 1853 erhielt Preußen von Oldenburg 2,2 Hektar Land zur Anlage einer Küstenbatterie am gleichen Ort. 1938 wurde hier die schwere Flakbatterie Eckwarderhörne eingerichtet.